# Тафталидже
Тафталидже или книжовно Тахталидже (на македонска литературна норма: Тафталиџе) е квартал на Скопие, столицата на Северна Македония.

## Разположение
Тафталидже е част от Община Карпош и е разположен в югозападната част на града на изток от улица „Московска“, която го отделя от Долно Нерези (Тафталидже II), на юг от булевард „Партизански отреди“, който го отделя от Карпош III, на запад от улица „Октомврийска революция“, която го отделя от Карпош и на север от булевард „Македония“, който го отделя от Козле и Търнодол.

## История
Етимологията на Тахталидже е от турски език и в превод означава махала с дървени къщи. В османско време землището на Тафталидже било собственост на едно от най-видните турски семейства – Хаджигалибегови. Според легендата, семейството Хаджигалибегови по време на Австро-турската война (1683 – 1689) били дясна ръка на турския султан и затова, в знак на благодарност, той им подарил голям имот в Скопие. Семейството Хаджигалибегови било най-богатото в Скопие и освен Тафталидже имали и пет други села. В Тафталидже не отглеждали никакви култури и цялото землище било зелена ливада с няколко дървени къщички.
В края на XIX век Тафталидже е село в Скопска каза на Османската империя. Според статистиката на Васил Кънчов („Македония. Етнография и статистика“) към 1900 година в Тахталиджа живеят 36 българи християни.
В началото на XX век цялото християнско население на селото е под върховенството на Българската екзархия. По данни на секретаря на екзархията Димитър Мишев („La Macédoine et sa Population Chrétienne“) в 1905 година в Тахталидже има 40 българи екзархисти и 6 цигани.
В 1912 година в Тафталидже влизат сръбски войски. След Междусъюзническата война в 1913 година селото попада в Сърбия. Тафталидже се превръща в място за излети на скопяни.
На етническата си карта от 1927 година Леонард Шулце Йена показва Тахталиджа (Tahtalija) като село с неясен етнически състав.
На етническата си карта на Северозападна Македония в 1929 година Афанасий Селишчев отбелязва Тахталиджа като българско село.
Селото започва да се урбанизира след Втората световна война.

## Личности
Родени в Тафталидже
- Йосиф, свещеник, деец на сръбската пропаганда в 1911 година, с месечна сръбска заплата четири лири[6]

## Галерия
- Официално предаване на новопостроените след Скопското земетресение италиански сгради на 18 май 1964
- Три блока, построени след Скопското земетресение със средства на Румъния
- Сгради в Тафталидже, подарък от Чехословакия